# Manchac-Sumpf-Brücke
Die Manchac-Sumpf-Brücke (engl. Manchac Swamp Bridge) ist eine als Stelzenbauwerk ausgelegte vierstreifige Autobahnbrücke im US-Bundesstaat Louisiana. Mit einer Gesamtlänge von 36,71 km ist sie die viertlängste Brücke der Welt, die über ein Gewässer führt. Mit der Brücke wird die Interstate 55 über den Manchac-Sumpf und den Pass Manchac geführt. Die Interstate verläuft auf einem Drittel der gesamten Länge im Bundesstaat Louisiana auf dieser Brücke, welche 1979 dem Verkehr übergeben wurde. Sie ruht auf 75 m langen Pfählen, die in den Sumpf gerammt sind. Die Baukosten betrugen ungefähr 260 Mio. US-Dollar.
Manchac ist ein indianisches Wort, das frei übersetzt für Hintereingang steht. Durch den Pass Manchac kann vom Lake Pontchartrain der Lake Maurepas erreicht werden und von dort über den Bayou Manchac der Mississippi. Dieser Weg stellt somit einen Hintereingang vom Golf von Mexiko zum Fluss dar, welcher dessen Hauptmündung nicht benutzt.